# SG Dynamo Hohenschönhausen
SG Dynamo Hohenschönhausen was een Duitse voetbalclub uit Berlijn.

## Geschiedenis
De club werd in 1952 opgericht als SG Dynamo Berlin en nam de plaats in de DDR-Liga in van het inmiddels ontbonden SG Volkspolizei Potsdam. Nadat in 1954 beslist werd van hogerhand om SG Dynamo Dresden naar Berlijn te verhuizen en te integreren in de nieuwe sportclub SC Dynamo Berlin bestonden er twee clubs met de naam Dynamo Berlin. SC Dynamo nam de plaats van Dresden in de DDR-Oberliga in terwijl SG Dynamo degradeerde naar de Bezirksliga. De naam van SG Dynamo werd veranderd in Dynamo Berlin-Mitte.
In 1956 eindigde de club samen met SG Adlershof op de eerste plaats en promoveerde naar de II. DDR-Liga. In 1957 fuseerde de club met het tweede elftal van SC Dynamo Berlin en nam nu de naam SG Dynamo Hohenschönhausen aan. De club trad op als zelfstandige club maar was eigenlijk een onderdeel van SC Dynamo. In 1959 promoveerde de club weer naar de DDR-Liga en speelde daar tot 1966. In 1961/62 werd de derde plaats behaald.
Nadat in 1966 besloten werd om de voetbalafdelingen van de sportclubs onafhankelijk te maken in een FC werd de voetbalsectie van SC Dynamo nu BFC Dynamo. Hierop werd Dynamo Hohenschönhausen ontbonden en speelde het elftal verder als het tweede elftal van BFC Dynamo.